# Dương xỉ lưỡi rắn
Dương xỉ lưỡi rắn là một chi của ngành Dương xỉ, có danh pháp khoa học là Ophioglossum, gồm khoảng 30 loài dương xỉ đã biết thuộc họ Dương xỉ lưỡi rắn (Ophioglossaceae) trong bộ Lưỡi rắn (Ophioglossales). Tên chi "Ophioglossum" xuất phát từ tiếng Hy Lạp gồm từ "ophis" nghĩa là con rắn và từ "glossa" nghĩa là cái lưỡi, mô tả phần ngọn cây (tức thể bào tử còn non) giống như lưỡi của con rắn. Chi này được chú ý vì các loài trực thuộc có số lượng nhiễm sắc thể lớn nhất trong giới thực vật được biết đến hiện nay và có ý nghĩa trong nghiên cứu hình thành loài theo con đường đa bội hoá. Các loài thuộc chi này phân bố chủ yếu ở vùng nhiệt đới và cận nhiệt đới.

## Mô tả
Các loài thuộc chi Dương xỉ lưỡi rắn này đều là cây trên cạn. Rễ không phân nhánh, màu trắng ngà hoặc xẫm, đường kính rễ khoảng 1 mm. Thân cây thẳng đứng, ở dạng thân phức (caudex), dày tới 1,6 cm. Quả bào tử (sporophore) thường có một ở mỗi lá, dạng đơn. Các cụm túi bào tử thường tồn tại thành hai hàng. Bào tử màu trắng ngà hoặc nâu.

## Bộ nhiễm sắc thể và tiến hoá
Dương xỉ lưỡi rắn (Ophioglossum) có số lượng nhiễm sắc thể rất cao so với nhiều loài thực vật: từ 120 đến 720 nhiễm sắc thể, đều là các thể đa bội (bội số của 120) do đa bội hoá. Trong nghiên cứu về phân bào ở Dương xỉ lưỡi rắn, đã phát hiện một tế bào đại bào tử (mẹ) có đến 1260 nhiễm sắc thể, gồm 630 cặp ở mỗi tế bào.
Số n = 120 được coi là neobasic, từ đó loài tổ tiên của dương xỉ lưỡi rắn đã phát sinh ra nhiều loài mới qua con đường tự đa bội hoá. Cũng có ý kiến cho rằng Dương xỉ lưỡi rắn (Ophioglossum) đại diện cho một hướng tiến hóa theo ngõ cụt, bằng phương thức đa bội hoá lặp đi lặp lại, nên có thể bị tuyệt chủng trong tương lai gần.

## Danh sách loài (chọn lọc)
Sau đây là các loài thường gặp:
- Ophioglossum austroasiaticum
- Ophioglossum azoricum
- Ophioglossum californicum
- Ophioglossum costatum
- Ophioglossum crotalophoroides
- Ophioglossum engelmannii
- Ophioglossum lusitanicum
- Ophioglossum malviae
- Ophioglossum nudicaule
- Ophioglossum pedunculosum
- Ophioglossum petiolatum
- Ophioglossum polyphyllum
- Ophioglossum pusillum
- Ophioglossum pycnosticum
- Ophioglossum reticulatum
- Ophioglossum tenerum
- Ophioglossum thermale
- Ophioglossum vulgatum